# Cinderella (ban nhạc)
Cinderella là một ban nhạc rock của Hoa Kỳ. Họ bắt đầu nổi tiếng ở Philadelphia, Pennsylvania vào khoảng giữa những năm 1980s với một chuỗi các album đạt đĩa bạch kim và các đĩa đơn đạt thứ hạng cao và các bản video của các đĩa đơn đó được luân phiên xuất hiện trên MTV. Ban đầu họ nổi tiếng với tên tuổi của một ban nhạc glam metal và hard rock, nhưng sau họ chuyển sang dòng blues-rock. Vào khoảng giữa thập niên 1990, tiếng tăm của ban nhạc giảm dần do sự thay đổi trong thị hiếu âm nhạc lúc bấy giờ.
Tính đến thời điểm này, ban nhạc đã bán được trên 18 triệu album trên toàn thế giới.